# Głożyna (roślina)

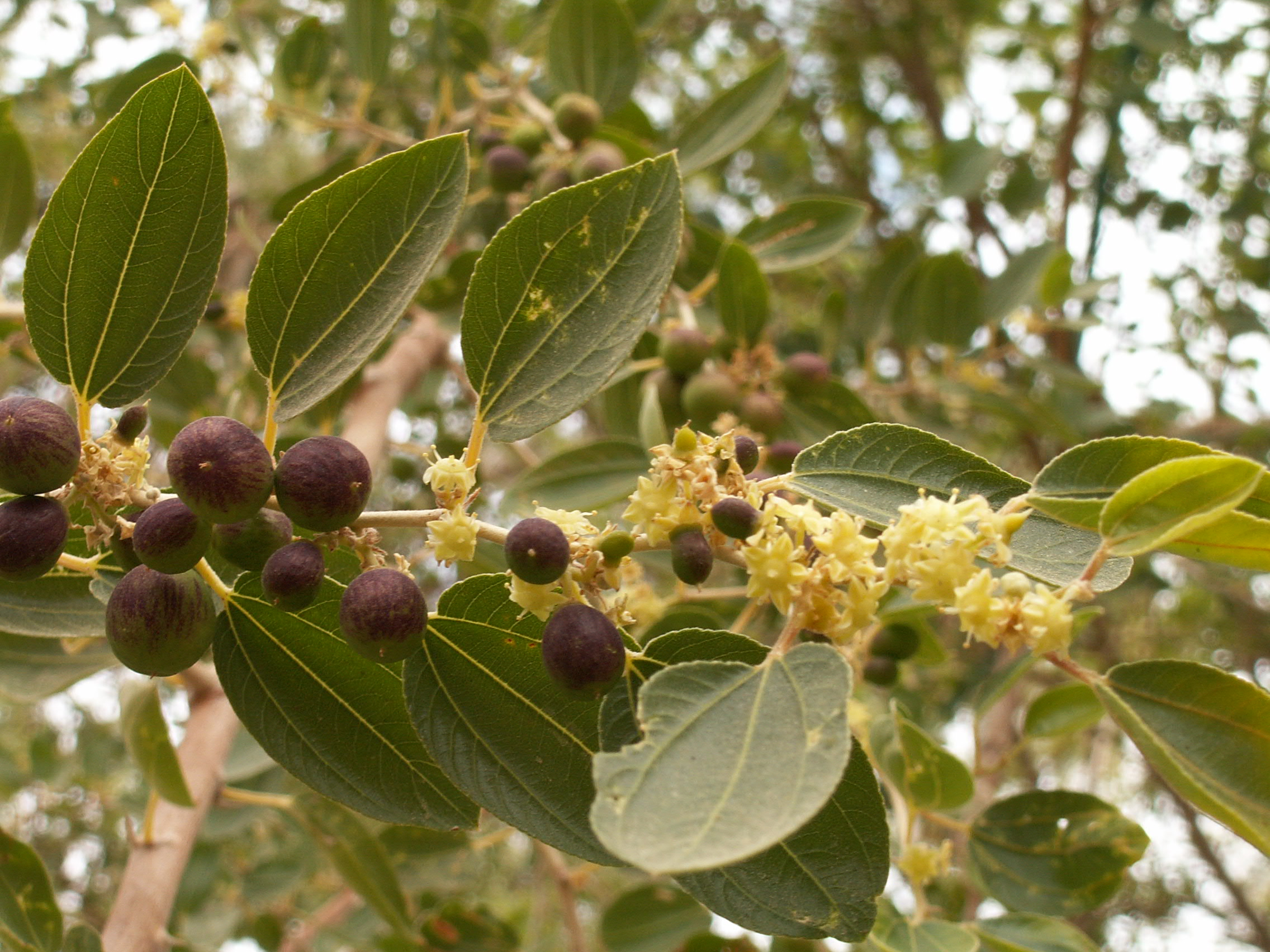
Głożyna cierń Chrystusa

Głożyna (Ziziphus Mill.) – rodzaj roślin należący do rodziny szakłakowatych. Obejmuje około 100 gatunków występujących głównie w tropikalnej i subtropikalnej Azji oraz na kontynentach amerykańskich. Nieliczne gatunki rosną także w Afryce i w strefie klimatu umiarkowanego. Niektóre jej gatunki są utożsamiane z antycznym opisem drzewiastego lotosu.

## Morfologia
PokrójNiewielkie drzewa i krzewy, czasem pnące, często kolczaste, zimozielone lub z opadającymi liśćmi.
LiścieSkrętoległe i ogonkowe, przylistki często przekształcone w ciernie.
KwiatyKwiaty drobne, obupłciowe, zebrane w drobnych kwiatostanach wyrastających w kątach liści. Kielich zrosłodziałkowy, płytki, półkolisty. Płatki korony żółto-zielone, trójkątne, na szczycie z kantem, u nasady z paznokciem, odwrotnie jajowate lub łopatkowate. Dysk mięsisty, 5–10-klapowany. Słupek górny, kulisty, z 2–3, rzadko 4 komorami, szyjka słupka 2- lub 4-krotnie głęboko podzielona.
OwoceKuliste i owalne pestkowce z pojedynczą pestką, z 2 lub 3 komorami w każdej z pojedynczym nasionem. U niektórych gatunków jadalne.

## Systematyka
Pozycja systematyczna według APweb (aktualizowany system APG III z 2009)
Rodzaj należący do plemienia Paliureae, rodziny szakłakowatych (Rhamnaceae L.), rzędu różowców, kladu różowych w obrębie okrytonasiennych.
Lista gatunków
- Ziziphus abyssinica Hochst. ex A.Rich.
- Ziziphus acutifolia (Griseb.) M.C. Johnst.
- Ziziphus amole (Sessé & Moc.) M.C. Johnst.
- Ziziphus attopensis Pierre
- Ziziphus bidens (Urb.) M.C. Johnst.
- Ziziphus celata Judd & D.W. Hall
- Ziziphus chloroxylon (L.) Oliv.
- Ziziphus cinnamomum Triana & Planch.
- Ziziphus cotinifolia Reissek
- Ziziphus cyclocardia S.F.Blake
- Ziziphus fungii Merr.
- Ziziphus guatemalensis Hemsl.
- Ziziphus hamur Engl.
- Ziziphus incurva Roxb.
- Ziziphus joazeiro Mart.
- Ziziphus jujuba Mill. – głożyna pospolita
- Ziziphus laui Merr.
- Ziziphus lloydii M.C. Johnst.
- Ziziphus lotus (L.) Lam. – głożyna afrykańska
- Ziziphus mairei Dode
- Ziziphus melastomoides Pittier
- Ziziphus mexicana Rose
- Ziziphus microdictya (Urb. & Ekman) M.C. Johnst.
- Ziziphus mistol Griseb.
- Ziziphus montana W.W. Sm.
- Ziziphus mucronata Willd.
- Ziziphus nummularia (Burm.f.) Wight & Arn.
- Ziziphus obovata (Urb.) M.C. Johnst.
- Ziziphus obtusifolia (Hook. ex Torr. & A. Gray) A. Gray
- Ziziphus oenopolia (L.) Mill.
- Ziziphus oxyphylla Edgew.
- Ziziphus parryi Torr.
- Ziziphus pedunculata (Brandegee) Standl.
- Ziziphus piurensis Pilg.
- Ziziphus pubescens Oliv.
- Ziziphus pubinervis Rehder
- Ziziphus reticulata DC.
- Ziziphus rignonii Delponte
- Ziziphus rivularis Codd
- Ziziphus robertsoniana Beentje
- Ziziphus rugosa Lam.
- Ziziphus saeri Pittier
- Ziziphus sonorensis S. Watson
- Ziziphus sphaerocarpa Tul.
- Ziziphus spina-christi (L.) Desf. – głożyna cierń Chrystusa
- Ziziphus strychnifolia Triana & Planch.
- Ziziphus taylorii (Britton) M.C. Johnst.
- Ziziphus thyrsiflora Benth.
- Ziziphus undulata Reissek
- Ziziphus xiangchengensis Y.L. Chen & P.K. Chou
- Ziziphus xylopyrus (Retz.) Willd.
- Ziziphus yucatanensis Standl.
- Ziziphus zeyheriana Sond.